# Прапор Тринідаду і Тобаго
Прапор Тринідаду і Тобаго — один з офіційних символів Тринідаду і Тобаго. Офіційно затверджений 31 серпня 1962 року після проголошення незалежності від Великої Британії. Співвідношення сторін прапора 2:5.
Прапор являє собою прямокутне полотно червоного кольору з діагональною (з ліва на право) чорною лінією біля країв якої розташовані дві вузькі білі смужки. Червоний колір символізує життєвий досвід народу країни та її землю, теплоту та енергію сонця, мужність та привітність народу. Білий колір — це Карибське море та Атлантичний океан, а також відображення чистоти помислів і рівності всіх людей під сонцем. Чорний колір символізує зв'язок з землею.

## Конструкція прапора
Ширина білих смуг становить 1⁄30 довжини прапора, а ширина чорної смуги — 2⁄15. Таким чином, загальна ширина трьох смуг становить 1⁄5 довжини.
|                     |
| Конструкція прапора |

## Інші прапори

Прапор колонії Тринідад і Тобаго 1 січня 1889 — 13 жовтня 1958
Прапор Королеви 1966—1976
Прапор Президента
Прапор Прем'єр-міністра
Військово-морський прапор